# Perdendoti/Scorderai
Perdendoti/Scorderai è un singolo della cantante italiana Orietta Berti pubblicato nel 1964 dalla casa discografica Polydor.

## Descrizione
Entrambi i brani sono cover di brani internazionali.
Il brano Perdendoti è la traduzione del brano Losing you brano lanciato da Brenda Lee.
Scorderai è la traduzione del brano Stay awhile della cantante inglese Dusty Springfield.
Il disco è stato pubblicizzato nelle pagine del settimanale TV Sorrisi e canzoni.

## Tracce
1. Perdendoti (Carl Sigman, Jean Renard e Vito Pallavicini)
2. Scorderai (Etrusco e Ivor Raymonde)